# Neritoniscus euphoticus
Neritoniscus euphoticus är en kräftdjursart som beskrevs av Schultz 1977. Neritoniscus euphoticus ingår i släktet Neritoniscus, ordningen gråsuggor och tånglöss, klassen storkräftor, fylumet leddjur och riket djur. Inga underarter finns listade i Catalogue of Life.